# رايلي ناش
رايلي نـاش هو لاعب هوكي الجليد كندي، ولد في 9 مايو 1989 في كونسورت في كندا.

## وصلات خارجية
- رايلي نـاش على موقع دوري الهوكي الوطني (الإنجليزية)
- رايلي نـاش على موقع الدوري الأمريكي لهوكي الجليد (الإنجليزية)
- رايلي نـاش على موقع EliteProspects.com (الإنجليزية)
- رايلي نـاش على موقع HockeyDB.com (الإنجليزية)
- رايلي نـاش على موقع Hockey-Reference.com (الإنجليزية)